# Suwarrow
Suwarrow, auch Suvorov oder Suvarov genannt, ist ein Atoll im nördlichen Teil der Cookinseln im Südpazifik. Es befindet sich etwa 1460 Kilometer südlich des Äquators und 940 Kilometer nordnordwestlich von Rarotonga, der größten der 15 Cookinseln. Verwaltet wird die inzwischen unbewohnte Inselgruppe vom ungefähr 400 km nordwestlich gelegenen Atoll Pukapuka aus. Suwarrow hat die Abmessungen von 19 × 13 km und weist eine Landfläche von nur 0,4 km² auf. Die beiden größten Inseln des Atolls sind Anchorage Island und Motu Tou.

## Inseln
- Anchorage Island
- East Island
- Entrance Island
- Manu Island
- Motu tou Island
- One Tree Island
- Other (Brushwood Island, Whale Island, Gull Island)
- Turtle Island

## Geschichte
Das Atoll war unbewohnt, als es am 17. September 1814 von der Mannschaft des russischen Schiffs Suvorov entdeckt wurde. Danach war die Insel nur für kürzere Zeit bewohnt. Im Zweiten Weltkrieg lebte dort unter anderem der Schriftsteller Robert Dean Frisbie als Marinebeobachter. Frisbie hat seine Erfahrungen darüber in dem Roman The Island of Desire beschrieben. Frisbie verließ die Insel 1942, nachdem ein Hurrikan 16 der 22 Inselchen des Atolls verwüstet hatte. Zurück blieben nur Haushühner und Hausschweine, die auf den Inseln verwilderten.

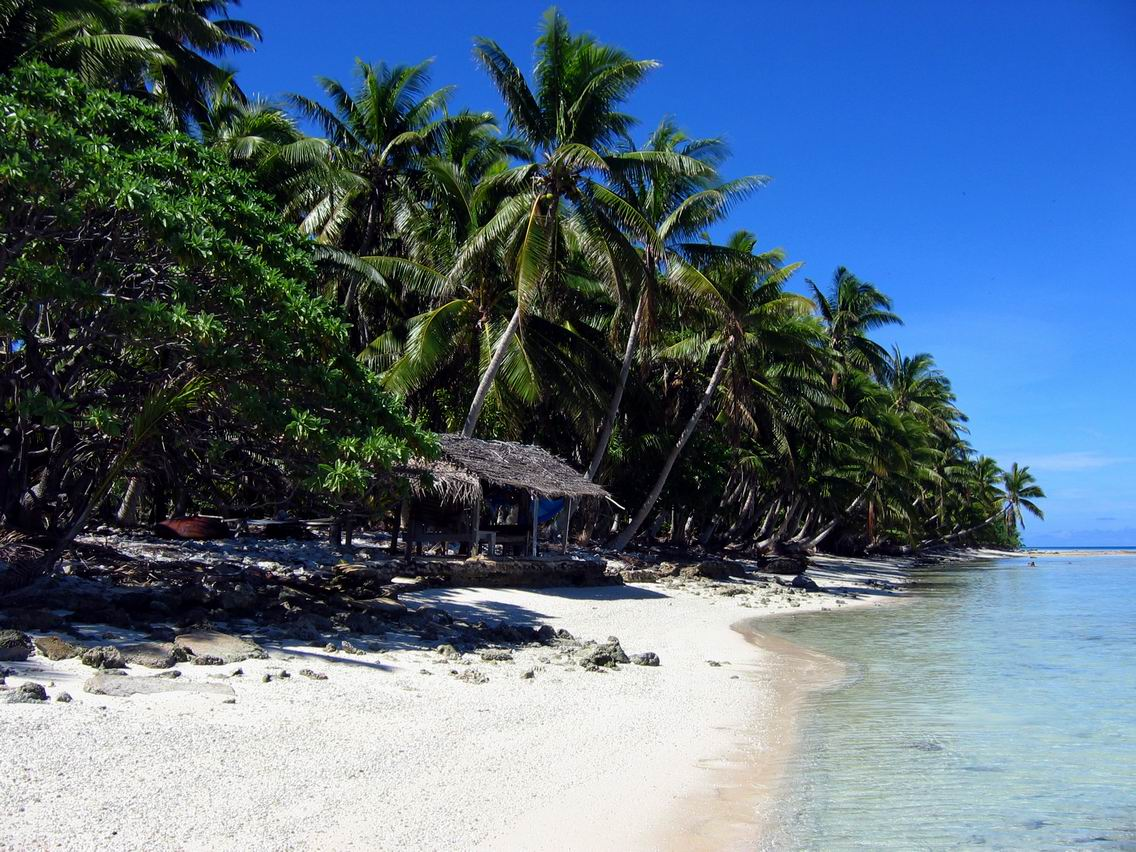
Anchorage Island

Auch der Neuseeländer Tom Neale lebte als Robinson auf Suwarrow, nachdem ihm Frisbie nach dem Krieg von seiner Trauminsel vorschwärmte. So packte er 1952 seine Habe, deckte sich von 79 Pfund umfangreich ein und kam auf Suwarrow an. Er blieb bis 1954 und wurde nach einem vermeintlichen Bandscheibenvorfall, der sich später als Arthritis herausstellte, krank von einer vorbeisegelnden Yacht vorgefunden.
Erst 1960 kam er wieder auf die Insel und blieb diesmal bis 1963, als er glaubte, aus Altersgründen (er war inzwischen 60 Jahre alt) nicht mehr allein klarzukommen.
1967 kehrte er schließlich ein drittes Mal zurück und blieb bis 1977, bevor er im Alter von 75 Jahren an Magenkrebs erkrankte. Er starb innerhalb weniger Monate im Hospital von Rarotonga.
Seine Erfahrungen schrieb er 1966 auf Rarotonga in dem Bericht An Island to Oneself nieder. Der deutsche Titel ist Südsee-Trauminsel.

## Nationalpark
1978 wurde die Insel zum Nationalpark der Cookinseln erklärt, da hier eine einzigartige Fauna und Flora existiert. Unter anderem wird dieses Atoll von Palmendieben, einer Krebsart (englisch coconut crab), besiedelt. Die einzige Möglichkeit, diese abgelegene Region zu besuchen, ist mittels eines eigenen Schiffs oder einer gecharterten Expedition von Rarotonga aus, der Hauptinsel der Cookinseln.